# ضعف إدراكي بسيط
الضعف الإدراكي البسيط هو اضطراب عصبي يتصف بضعف في القدرات المعرفية يزيد عن المتوقع بالنسبة إلى عمر الشخص ومستواه التعليمي، لكنه لا يكون شديدًا ليصل إلى مرحلة التداخل مع النشاطات الأساسية للحياة اليومية. قد يحدث الضعف الإدراكي البسيط كمرحلة انتقالية بين الشيخوخة الطبيعية والخرف، خصوصًا داء ألزهايمر. يشمل هذا الاضطراب مظاهر متعلقة بالذاكرة وأخرى غير متعلقة بها.
ما زال الضعف الإدراكي البسيط غير معروف السبب بشكل واضح حتى الآن، كما أن سبل الوقاية منه وعلاجه لا تزال مجهولة بالدرجة ذاتها.

## التصنيف
يمكن أن يبدي الضعف الإدراكي البسيط مجموعة من الأعراض، لكنه يُقسم بشكل أساسي إلى نمطين:
- الضعف الإدراكي البسيط فاقد الذاكرة: وهو ضعف إدراكي بسيط يترافق بفقدان الذاكرة الذي يكون العرض الأساسي؛ يُلاحظ هذا الشكل من الضعف الإدراكي البسيط كعرض بادري لداء ألزهايمر.[4][3][5] تشير الدراسات إلى أن هؤلاء الأشخاص يميلون إلى التوجه نحو داء ألزهايمر بمعدل سنوي قدره 10% إلى 15%.[6]
- الضعف الإدراكي البسيط غير فاقد الذاكرة: وهو ضعف إدراكي بسيط تكون فيه الأعراض غير المتعلقة بالذاكرة (مثل اللغة والإدراك البصري المكاني وتنسيق الحركات) هي الأبرز.[7] يمكن اعتبار هذه المجموعة أيضًا مقسومة إلى نوعين هما الضعف الإدراكي البسيط وحيد المجال ومتعدد المجالات. يُعتقد أن هؤلاء الأشخاص معرضون أكثر للتحول إلى أشكال أخرى من الخرف (داء جسيمات ليوي على سبيل المثال).[8]

## الأسباب
وفقًا لبعض الخبراء، يمكن أن ينتج الضعف الإدراكي البسيط عن تبدلات دماغية محرضة خلال المراحل الأولى من داء ألزهايمر وأشكال الخرف الأخرى. لكن الأسباب المباشرة لهذا الاضطراب لا تزال غير واضحة.
تعد عوامل الخطر المؤهبة للضعف الإدراكي البسيط هي ذاتها المرتبطة بالخرف (الخرف)، وهي الشيخوخة والسبب الجيني (الوراثي) لداء ألزهايمر أو الشيخوخة، بالإضافة إلى عامل خطر آخر هو الداء القلبي الوعائي.
لوحظ لدى المصابين بالضعف الإدراكي البسيط زيادة في الأذية التأكسدية للحمض النووي الريبي منقوص الأكسجين (دي إن إيه) في نوى ومتقدرات الخلايا العصبية في الدماغ. وُجد ارتفاع في مادة 8-هيدروكسي غوانين المعروفة بضررها على الحمض النووي ضمن الفصين الجبهي والصدغي للمصابين بالضعف الإدراكي البسيط وفي الحمض النووي المتقدري للفص الصدغي مقارنة مع مجموعات المقارنة المشابهة عمريًا. ارتفعت نسبة عدد من أسس الحمض النووي المؤكسدة في أدمغة المصابين بهذا الاضطراب. تشير هذه النتائج إلى أن الأذية التأكسدية للحمض النووي تحدث في أولى المراحل القابلة للتشخيص من داء ألزهايمر وبالتالي قد تلعب دورًا مهمًا في دراسة إمراضية هذا المرض.

## التشخيص
يحتاج تشخيص الضعف الإدراكي البسيط إلى رأي سريري خبير، بالإضافة إلى تقييم سريري مفصل يتضمن المقاربة السريرية والتصوير الشعاعي العصبي بأنواعه والتحاليل الدموية والتقييم العصبي النفسي لنفي أي تشخيص تفريقي بديل. يُشخص الضعف الإدراكي البسيط عندما يوجد:
- دليل على اضطراب في الذاكرة.
- سلامة القدرات الإدراكية والوظيفية العامة.
- غياب الخرف المشخص.

### الإمراضية العصبية
توجد أدلة تفترض أن المصابين بالضعف الإدراكي البسيط فاقد الذاكرة قد يكونون في المرحلة الانتقالية للإصابة بداء ألزهايمر على الرغم من عدم استيفاء المعايير المرضية العصبية لتشخيص الداء لديهم؛ أبدى المصابون في هذه المرحلة الانتقالية المفترضة ترسبات أميلويدية (نشوانية) منتشرة في القشرة الجديدة وتشابكات ليفية عصبية في القسم الأُنسي من الفص الصدغي. من ناحية أخرى، يطور العديد من الأشخاص تشابكات ليفية عصبية دون وجود الأميلويد، وهو نمط يُدعى باسم اعتلال بروتين التاو البدئي المتعلق بالسن.
هناك أدلة جديدة على قدرة التصوير بالرنين المغناطيسي على ملاحظة التنكس، ومن ضمنه الخسارة المترقية للمادة الرمادية في الدماغ، والتي تتراوح من الضعف الإدراكي البسيط وصولًا إلى داء ألزهايمر الصريح. تُستخدم تقنية تصويرية معروفة باسم التصوير المقطعي بالإصدار البوزيتروني باستخدام مركب بيتسبورغ بي لإظهار مناطق انتشار ببتيد بيتا النشواني ضمن العينات الحية بواسطة واسم من الكربون المشع الذي يرتبط انتقائيًا بهذه الترسبات.
تعد طريقة التصوير المقطعي بالإصدار البوزيتروني 18 إف باستخدام مركب فلوربيتابين وسيلة مبشرة بالأمل للتنبؤ بتحول الضعف الإدراكي البسيط إلى خرف داء ألزهايمر في المستقبل، لكنها تحتاج إلى المزيد من الدراسة لإثبات دقة الاختبار التشخيصي عن طريق تجارب أوسع. قد تقدم هذه الوسائل مساعدة كبيرة في تسهيل الأبحاث السريرية المجراة على العلاجات.

## الانتشار
يختلف انتشار الضعف الإدراكي البسيط وفقًا للعمر. في ما يلي نذكر انتشار الاضطراب ضمن عدة مجموعات عمرية: 6.7% بين عمر 60 و64، و8.4% بين عمر 65 و69، و10.1% بين عمر 70 و74، و14.8% بين عمر 75 و79، و25.2% بين عمر 80 و84. بعد المتابعة لمدة سنتين، يبدو أن الانتشار الإجمالي للخرف بين المصابين بالضعف الإدراكي البسيط ذوي الأعمار فوق الـ 65 يصل إلى 14.9%.
عالميًا، يعاني نحو 16% من مجموع السكان العالمي فوق عمر السبعين من أحد أشكال الضعف الإدراكي البسيط.